# Ігнат Самуїл Йосипович
Самуї́л Йо́сипович Ігнат (Ейнгорн) (нар. 1898, місто Одеса — розстріляний 26 листопада 1937, Москва) — радянський комсомольський та партійний діяч, 1-й секретар ЦК КСМ (комсомолу) України. Член ВУЦВК у 1920—1921 роках. Член Центральної контрольної комісії ВКП(б) у 1930—1934 роках.

## Біографія
Народився в родині робітника Йосипа Ейнгорна. Закінчив шестикласне ремісниче училище в Одесі. Працював конторником і токарем на заводі «Таксомотор».
Член РСДРП (меншовиків) з 1917 року.
З 1918 по 1920 рік — на підпільній роботі в Одесі. У 1919 році — член Бюро Одеського підпільного губернського комітету Комуністичної спілки молоді (КСМ) України, секретар Одеського підпільного комітету комсомолу.
Член РКП(б) з 1919 року.
У травні — жовтні 1920 року — секретар ЦК Комуністичної спілки молоді України.
У січні 1921 — жовтні 1922 року — секретар ЦК Комуністичної спілки молоді України, брав участь у боротьбі з «ухилами» в комсомолі України. З жовтня по грудень 1922 року — 1-й секретар ЦК КСМ України.
У 1924 році закінчив курси марксизму-ленінізму.
З 1924 року — на викладацькій роботі.
З 1928 року — редактор «Листка РКИ СССР». З 1929 року — на відповідальній роботі в Центральній контрольній комісії ВКП(б), керівник оперативної групи Народного комісаріату робітничо-селянської інспекції СРСР.
З 1934 по березень 1937 року — заступник начальника Головного управління енергетичного господарства Народного комісаріату важкої промисловості СРСР.
14 березня 1937 року заарештований органами НКВС. Засуджений Воєнною колегією Верховного суду СРСР 25 листопада 1937 року до страти, розстріляний наступного дня. Похований на Донському цвинтарі Москви.
31 березня 1956 року посмертно реабілітований.

## Нагороди
- орден Трудового Червоного Прапора (7.07.1935)